# Enrique Duarte
Enrique Augusto Duarte Mungi (Jauja, 26 maggio 1938) è un ex cestista peruviano.
È il fratello di Luis, Raúl e Ricardo Duarte.

## Carriera
Con il Perù ha preso parte alle Olimpiadi del 1964 e ai Campionati del mondo del 1963.